# والتر ويلت
والتر ويلت (بالإنجليزية: Walter Willett)‏ هو طبيب واخصائي تغذية وأستاذ جامعي أمريكي، ولد في 20 يونيو 1945 في هارت في الولايات المتحدة.

## وصلات خارجية
- والتر ويلت على موقع IMDb (الإنجليزية)